# 十钨二钒磷酸
十钨二钒磷酸是一种杂多酸，化学式为H5PW10V2O40。它可以偏钒酸钠、磷酸氢二钠、钨酸钠和硫酸为原料反应制得。它可以被还原剂还原为低价态化合物。它可用作醇和酚无溶剂乙酰化的催化剂。它可被封装进rht-MOF-1的空腔内用于燃料油的脱硫。